# ناوالون
ناوالون (به اسپانیایی: Navalón) یک روستا در کشور اسپانیا است که در استیبیا واقع شده‌است. ناوالون ۶۱ نفر جمعیت دارد و ۷۷۶ متر بالاتر از سطح دریا واقع شده‌است.